# Fertőboz

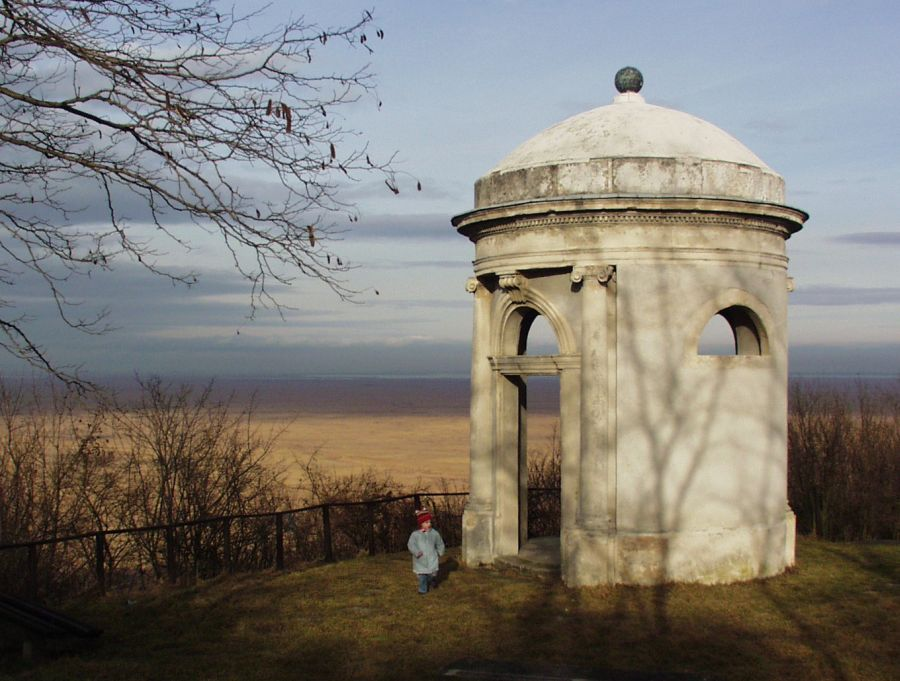
A Gloriette kilátó

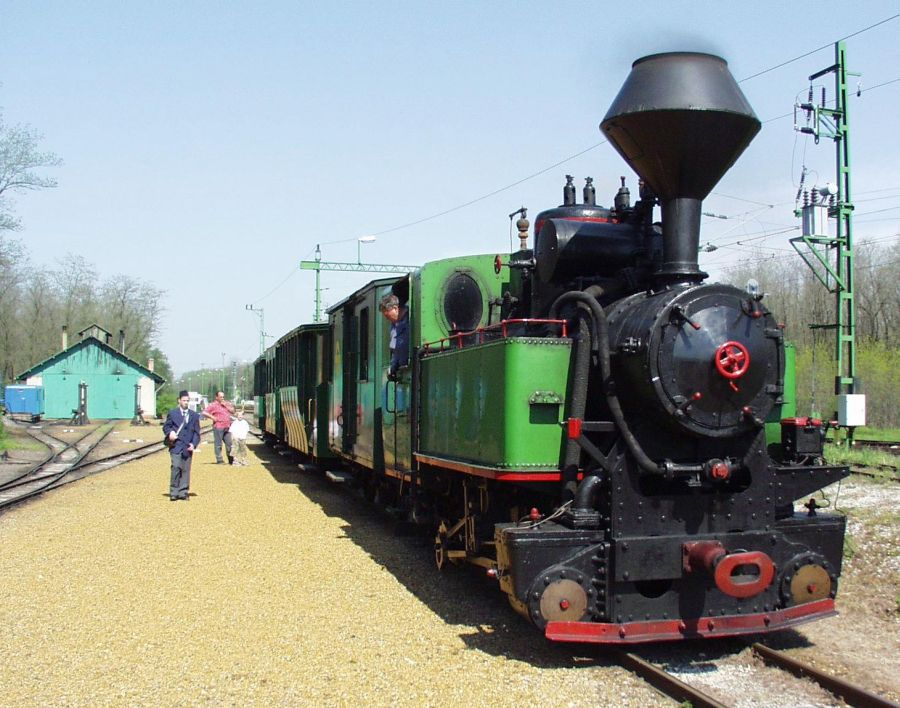
„András“ nevű gőzmozdony a bozi állomáson

Fertőboz (németül: Holling) község Győr-Moson-Sopron vármegyében, a Soproni járásban. A világörökség részeként számon tartott Fertő-tájhoz tartozik.

## Fekvése
Magyarország északnyugati részén, az Alpokalján helyezkedik el, Győr-Moson-Sopron megye egyik legszebb vidékén, a Fertő déli partját övező dombsor és a fertői nádas között. A Fertő–Hanság Nemzeti Park része, gazdag növény- és állatvilág jellemzi. Hozzátartozik Kisboz, a geofizikai obszervatórium és egy GYSEV őrház is. A legközelebbi város a 12 kilométerre fekvő Sopron.
Említésre méltó a békák tavaszi és őszi vonulása, mely a falut keresztezi. Ebben az időszakban a közlekedőket táblák figyelmeztetik, hogy vigyázzanak a szúnyogpusztítókra. Minél hatékonyabb védelmük érdekében az országút alatt alagutakat is építettek.

### Megközelítése
A településen kelet-nyugati irányban végighalad a Fertőd térségét Sopronnal összekötő, a Fertő-tó déli partján sorakozó településeket sorba fejtő 8518-as út, ez a legfontosabb közúti megközelítési útvonala. Déli határától nem messze találkozik egymással a 84-es és a 85-ös főút, ezeken az ország távolabbi részei felől is könnyen elérhető; mindkét útról Nagycenknél kell letérni, ahonnan öt számjegyű mellékutakon juthatunk el a településre.
A főbb hazai vasútvonalak közül a települést a Győr–Sopron-vasútvonal érinti, melynek egy megállási pontja van itt, Fertőboz vasútállomás, a központtól mintegy 2,5 kilométerre délre. Ezen felül az itteni vasútállomás mellett indul a Nagycenki Széchenyi Múzeumvasút vonala is.
Az áthaladó kerékpáros turizmust a falun végigvezető kerékpárút segíti.

## Története és mai élete
A középkorban a Kanizsai család tulajdonában volt, a 16. században a Nádasdy család birtoka. A 18. században került a Széchenyi család tulajdonába.
A község nevét több szakember is a bodzával hozza kapcsolatba. Feltevésüket alátámasztja az, hogy egy 1281-ből származó oklevélben Terra Boziasnak, azaz Boziás földnek nevezték. Ezenkívül még a Boos, Búzs, Booz elnevezések is előfordulnak. A soproni múzeumban őrzött leletek tanúsága szerint már az őskor óta lakott helység volt. A Gradina nevű hegyet kőkorszakbeli lakóhelynek nyilvánították, s ennek az északnyugati részén római, valószínűleg 4. századi sírra bukkantak. Ebben 173 cm magas csontváz feküdt; körülötte rozsdás késpenge, három nyílcsúcs és egy szíjkapocs volt található. Egyes feltevések szerint a rómaiak idejében Sigillum Bozienisum néven fürdőhely lehetett.
Találtak a falu környékén honfoglalás kori nyílhegyeket is. 1321-ben Kanizsai Lőrinc szerezte meg bérletként a Balf és Hidegség közötti Boz nevű birtokot Bees Lászlótól, a bán fiától. 1366-ban Lajos király Kanizsai István zágrábi püspöknek és testvérének, Jánosnak további birtokot ajándékozott itt. Később a Rozgonyiak kezére jutott a vidék, de néhány év múlva ismét visszakerült eredeti tulajdonosához, majd Nádasdy birtok lett. Ezután a Draschkovichok, végül pedig a Széchenyiek lettek a vidék urai. 1677-től egészen a II. világháború utáni földosztásig ennek a grófi családnak volt tulajdona.
1732-ben épült fel a bozi templom, melyet 1903-ban rendbehoztak, de még ugyanebben az évben leégett egy nagy tűzvészben. Egy korabeli legenda szerint a tűzről az akkori plébános késve értesült, s így mire odaérkezett, a templom már roskadozott. Első gondolata az volt, hogy az Oltáriszentséget kimentse. Amikor bement a sekrestyén keresztül a templomba, a templom hagyma alakú tornya beomlott, de a pap és az Oltáriszentség sértetlenül kiért. A tűzvész után az újjáépítés azonnal megkezdődött id. Radics József süttőri építőmester tervei szerint. A helyreállítás a település hozzájárulásával és gróf Széchenyi Béla pénzügyi segítségével történhetett meg. Az épület belsejét ifj. Sterbencz Károly soproni festő díszítette. A főoltárkép, mely a Szentháromság képe Szűz Mária társaságában, Stornó Ferenc műve. Található még a templomban Szent Erzsébetet  ábrázoló kép is, melyet Eduardo Lozano készített Madridban és gróf Széchenyi Béla adományozta a falunak. A harangot az aradi öntödében és Sopronban, a Seltenhófereknél készítették. Fertőboz 1772-ben különvált a hidegségi anyaegyháztól, s ettől vette kezdetét az anyakönyveztetés a településen
1802-ben készült el a falu máig is legjelentősebb műemléke, a Gloriette. Gróf Széchényi Ferenc építtette ezt József nádor emlékére, aki 1800-ban és 1801-ben meglátogatta őt, s innen gyönyörködött a tájban. A „fertői kilátó” valószínűleg Ringer József építészmester műve lehet, akit a gróf foglalkoztatott a kastélyban. A Gloriette egyike azon kevés emlékeinknek, melyek a környéken ebből az időből megmaradtak, az idő vasfoga azonban ezen a műemléken is kifogott. Már 1968-ban elkezdődtek a helyreállítások, melynek terveit Rados Jenő egyetemi tanár készítette el, viszont az utána eltelt három évtizedben a savas eső és a környezetszennyezés is nagymértékben hozzájárultak a kilátó pusztulásához.
A Széchenyiek nemcsak a Gloriette-tel, hanem más egyéb tevékenységükkel is fejlesztő hatást gyakoroltak a településre. 1811-12-ben alakították ki a mai napig is meglévő hatalmas, hegyoldalba vájt borospincéket. Ugyanekkor alapították meg a Boózi Borüzéri Rt.-t is. 1832-ben Széchenyi István megépítette a bozi fürdőtelepet és a hajókikötőt. Ebben a században létesítették, 1855-ben a Hollinger Bade – Austalt, mely fürdőintézet volt és szálloda is épült hozzá, a Gloriette Fogadó. Ez 1995-ig üzemelt.
1891-ben megalakult az Önkéntes Tűzoltó Egyesület, melynek nagy munkát adott a már említett 1903-as tűzvész, melyben a templom, az iskola és a település 3/4 része is leégett. 1904 és 1907 között, a megindult országos kivándorlási láz idején a településről elég sokan, összesen 29-en vándoroltak ki Amerikába. Az I. világháború bevonult katonái közül ketten kaptak vitézségi aranyérmet, s mellé vitézi telket. Az 1910-es éveket követő kisebb földbirtokreform során kiosztott területen épült egy új utca Kisboz néven, mintegy 20 házhellyel, s ez a vidék 1928 után fokozatosan benépesült. A 20-as évektől kezdve észrevehetően csökkent a falu lélekszáma, s ez így történt a második világpusztító háború után is. A harcok során elesettek emlékére 1991-ben emelték a Hősi Emlékművet a fertőbozi temetőben.
1946-ban az 575 németajkú lakosból 440-et telepítettek ki. Ők és családtagjaik első ízben 1992-ben utazhattak haza szülőfalujukba. A közel ötven éve elhagyott házaikba, a kormány határozata alapján telepesek költöztek a környékbeli községekből és a mai Szlovákiából. 1948-tól határ- és aknazárak, valamint határövezeti szigorítások zavarták a nádaratást és a halászatot, mely a lakosság fő megélhetési forrása volt. 1951-ben öt személyt deportáltak az Alföldre, illetve a Hortobágyra. Ők csak 1953 októberében térhettek vissza. 1959-ben az egész község belépett a tsz-be, mely 1962-ben egyesült a nagycenkivel. Az 1950-es években épült fel a község határában a geofizikai obszervatórium, majd 1967-ben avatták fel az egykori fürdőszállóból kialakított turistaszállót. Innen páratlanul szép kilátás nyílt a Fertő nádrengetegére.
Fertőboz közjogi helyzetére jellemző, hogy 1898-ig a cenki jegyzőséghez tartozott, azután a tanácsok megalakulásáig a hidegségihez. 1950 és 1973 között önálló település volt, majd 1991-ig a nagycenki Tanács társközsége lett. Jelenleg ismét önálló. A helység lakosainak száma folyamatosan csökkent. 1949-ben még 478-an, 1960-ban 384-en, 1970-ben 381-en, 1980-ban 326-an, 1990-ben 292-en, s jelenleg, 1997-ben 285-en élnek a faluban. A legnagyobb problémát az okozza, hogy kevesen képviselik az ifjabb generációt Fertőbozon. A keresők kb. fele Sopronba jár dolgozni különböző helyekre, negyedük pedig a nádgazdaságban dolgozik. Létezik itt a fertői Nádgazdasági Vállalatnak egy nádtelepe.
A település gazdasági életére jellemző, hogy a legtöbben (összesen hatan) egyéni vállalkozók és a külföldi tőke nem képviselteti magát. A vállalkozások közül főleg a kereskedelmi tevékenységet folytatók vannak túlsúlyban Fertőbozon, s szolgáltatással mindössze ketten foglalkoznak. Két jelentős gazdasági társaság működik itt: Unicorn Idegenforgalmi- és Mezőgazdasági Szolgáltató KFT és az Interars Restaurátori, Művészeti és Kereskedelmi BT.
Fertőboz kulturális helyzete silány. Ennek egyik okát abban lelhetjük, hogy nincsen a községben sem óvoda, sem iskola, sem pedig művelődési ház. Pedig bármelyik kulturális központtá válhatna. A gyerekek 1974 óta a közeli Nagycenkre járnak át tanulni. Egyébként működött Fertőbozon egy iskola, melyről az első feljegyzés 1872-ből való. 1928-ból pedig van egy olyan adat, mely szerint építettek egy kisiskolát is. 1948-ban államosították, s kétcsoportos oktatás folyt az 1970-es évek közepéig. A faluban jelenleg egyetlen művelődési lehetőség a könyvtárban van, ahol 1988-ban 2922 db könyv és 54 fő beiratkozott olvasó volt. Található még a településen egy sportpálya és egy templom is. Sajnos a községben az egészségügyi alapellátás nem biztosított. Már lassan három évtizede a cenki körzeti orvoshoz tartoznak a fertőboziak. Nagycenkkel szoros kapcsolat fűzi össze a községet. Ezt bizonyítja az is, hogy a településen élő időseknek a cenki kastélyszálló étkezdéjéből hordják az ebédet. Infrastrukturális ellátottsága a körülményekhez képest jónak mondható, s összesen 109 db lakás található a faluban, s ennek 95,4%-a vezetékes ivóvízzel rendelkezik. A szennyvízcsatorna hálózatba 74 otthon van bekapcsolva. Telefonnal majdnem a lakások 70%-a rendelkezik, s az utak 80%-a burkolt.
A helyi lakosságra az aktivitás és a szervezőkészség jellemző. Ezt támasztja alá, hogy ebben a piciny községben három darab civil szerveződés is alakult. 40 éve működik a „Magyar Vöröskereszt Fertőbozi Alapszervezete”, mely a soproni körzethez tartozik. Fő feladatának a véradások szervezését és az egészségügyi felvilágosító munkát tartja. 1992-ben jött létre a „Faluért Egyesület Fertőboz” nevű társadalmi szervezet, melynek a faluszépítés, a környezet- és természetvédelem, a hagyományőrzés és a jó faluközösség kialakítása a célja. 1995-ben pedig „Fertőparti Hegyközség Fertőboz” néven alakult meg egy hegyközség. Jelenleg összesen 121 tagja van és 135 ha szőlőültetvényt gondoz. A termés egy részének feldolgozása a dombok alá vájt helyi pincékben történik meg.
A fertőbozi elöljárók terveiben szerepel, hogy jó kapcsolatot építsenek ki az innen kitelepített családokkal és a leszármazottjaikkal. Céljuk az is, hogy a baráti viszonyt mind jobban elmélyítsék, s a volt „boziak” továbbadják kis településük és az azt körülvevő vidék jó hírét a kint élőknek. Így bízhatnak abban a község képviselői, hogy az idegenforgalomból jelentős bevétel fog származni. Az idelátogatók pedig nem lesznek csalódottak. Rabul ejtheti őket a természet gyönyörűsége, s a sok műemlék. A már említett Glorietten kívül, itt található a Szent Apollónia-szobor, az Ecce Homo-szobor, egy Széchenyi síremlék és az I. és II. világháborús síremlék is.

## Közélete

### Polgármesterei
- 1990–1994: Blága Márton (független)[3]
- 1994–1998: Blága Márton (független)[4]
- 1998–2000: Blága Márton (független)[5]
- 2001–2002: Henn Márton (független)[6][7]
- 2002–2006: Henn Márton (független)[8]
- 2006–2010: Tóth József Gyula (független)[9]
- 2010–2014: Tóth József Gyula (független)[10]
- 2014–2019: Tóth József Gyula (független)[11]
- 2019–2024: Kutrucz Gyula (független)[12]
- 2024– : Tóth József Gyula (független)[1]

A településen 2001. január 7-én időközi polgármester-választást tartottak, az előző polgármester lemondása miatt.

## Népesség
A település népességének változása:
| Lakosok száma | 300  | 303  | 310  | 311  | 324  | 325  | 318  | 302  | 308  | 312  |
|               | 2013 | 2014 | 2015 | 2016 | 2017 | 2019 | 2021 | 2022 | 2023 | 2024 |

A 2011-es népszámlálás során a lakosok 95,2%-a magyarnak, 0,3% horvátnak, 12,2% németnek, 0,3% szlováknak mondta magát (4,4% nem nyilatkozott; a kettős identitások miatt a végösszeg nagyobb lehet 100%-nál). A vallási megoszlás a következő volt: római katolikus 65,3%, református 1%, evangélikus 0,7%, görögkatolikus 1,7%, felekezeten kívüli 10,2% (20,7% nem nyilatkozott).
2022-ben a lakosság 93%-a vallotta magát magyarnak, 7,3% németnek, 0,3-0,3% szerbnek, lengyelnek és ukránnak, 4% egyéb, nem hazai nemzetiségűnek (6,3% nem nyilatkozott; a kettős identitások miatt a végösszeg nagyobb lehet 100%-nál). Vallásuk szerint 45,7% volt római katolikus, 4% evangélikus, 1% református, 9,3% felekezeten kívüli (40,1% nem válaszolt).
| Év   | Lakosság (fő) | Év   | Lakosság (fő) |
| ---- | ------------- | ---- | ------------- |
| 1840 | 392           | 1945 | 674           |
| 1851 | 430           | 1949 | 478           |
| 1855 | 416           | 1960 | 384           |
| 1870 | 374           | 1970 | 381           |
| 1880 | 415           | 1980 | 326           |
| 1890 | 496           | 1990 | 292           |
| 1900 | 522           | 1995 | 270           |
| 1910 | 518           | 2000 | 263           |
| 1920 | 591           | 2005 | 259           |
| 1924 | 604           | 2010 | 252           |
| 1930 | 682           | 2015 | 310           |
| 1941 | 684           | 2020 | 314           |

## Érdekességek
A XVIII. század első felében egy kisgyermeket találtak a falubeliek a községi réten. A fiúgyermeket azonnal Széchényi grófhoz vitték, aki a megtalálás helyéről Gemeindewiese (magyarul „községi rét”) Ádámnak nevezte el. Felnevelték, majd később pap lett belőle, ő lett 1772-ben a falu első plébánosa. 1781-ben halt meg, síremléke ma is megtalálható a helyi temetőben.
Fertőboz község vasútállomásán 1944-1945 telén hat hétig állomásozott a Magyar Nemzeti Bank 30 tonnányi aranytartalékával megrakodva az aranyvonat. A vonaton a mintegy 400 főnyi banki alkalmazotton és az aranyon kívül sok veretlen pénzérme is volt, melyeket a község lakosai a mai napig meg-megtalálják, mert az aranyvonat szerelvényéből nem vitték tovább a veretlen érméket rejtő vagonokat Fertőbozról, s az itt hagyott vagonokat bombatalálat érte. Ezeket az érméket "bozi pengő"-nek is nevezik.

## Fertőbozon született

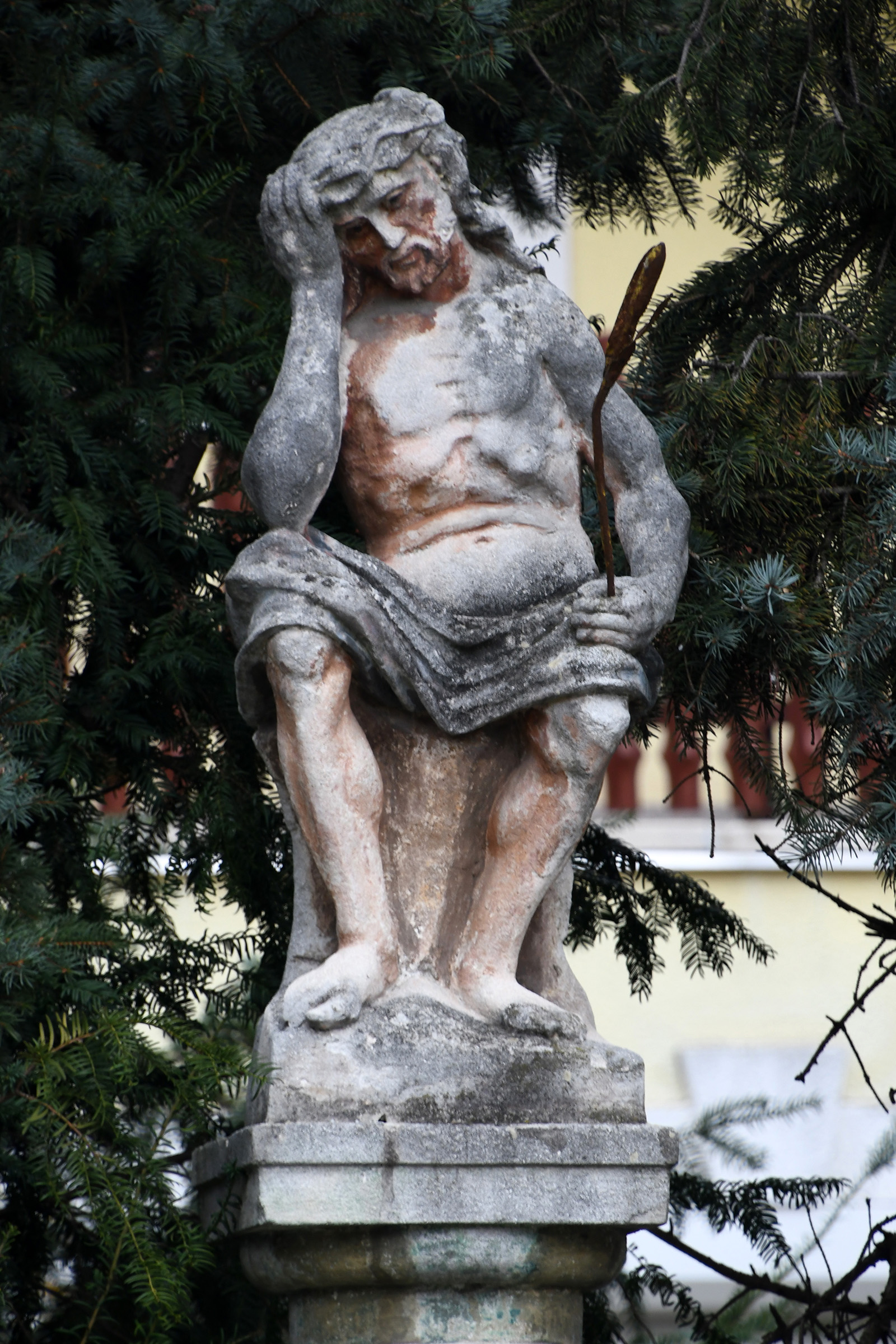
Ecce homo-szobor

- 1946-ban Jáki Rezső geológus-mérnök, hidrogeológus szakmérnök

## Látnivalók
- Műemlék római katolikus templom (1732)
- Műemlék Gloriette kilátó (1801)
- Műemlék Ecce homo-szobor (1750)
- Műemlék Szent Apollónia-szobor (1780 körül)
- Nagycenki Széchenyi Múzeumvasút (1969-1972 között épült; Fertőbozt Nagycenkkel köti össze.)
- Széchenyi-síremlék (Széchenyi Béla és Erdődy Hanna földi maradványai)